# Ada María Elflein
Ada María Elflein (Buenos Aires, 22 de febrero de 1880 – 24 de julio de 1919) fue una escritora, cronista y docente argento-alemana. Se recibió de maestra y de bachiller en el entonces Colegio Nacional Central, Seccional Norte (actual Colegio Nacional de Buenos Aires) del que egresará con honores en 1900, y además estudió idiomas. Realizó traducciones para el General Bartolomé Mitre y fue maestra de los hijos de Vicente Fidel López, junto a quienes se acentuó su vocación literaria, logrando incorporarse al cuerpo de redacción de La Prensa. En el folletín dominical de ese diario publicó durante quince años sus relatos históricos y tradicionalistas, el primero de los cuales apareció el 30 de abril de 1905. Publicó más de 2000 artículos periodísticos y 300 cuentos.
Esta escritora siguió la senda iniciada por Eduarda Mansilla -precursora en la especialidad de literatura infantil- con su publicación de "Cuentos" en el año 1880, incursionando en esta temática literaria. Fue pionera en la divulgación del folclore. También redactó ensayos, alguna comedia, cuentos argentinos, y leyendas; quemó tres cuadernos de poesía de su autoría. Por su labor periodística fue la primera mujer nombrada miembro de la Academia Nacional de Periodismo.
A partir de 1913 realiza viajes por Argentina, excursiones organizadas por el Centro Mary O. Graham de la Escuela Normal Nacional N.º 1 Mary O. Graham, bajo la dirección de Francisco P. Moreno, y en las que la acompañaron Sara Abraham de Balerdi, educadora y escritora; y Mary A. Kenny, maestra sanjuanina de origen irlandés, ambas pioneras feministas. Las experiencias vividas enriquecieron la obra de Elflein, pero su salud se resintió con los viajes extenuantes y falleció en Buenos Aires el 24 de julio de 1919, a causa de una "nefritis aguda". Fue sepultada junto a sus padres en el Cementerio Alemán de Buenos Aires.
En 1920 se distribuyó a cada niño de las escuelas normales de la ciudad de Buenos Aires un ejemplar del cuento La Despedida, de su autoría, en ocasión de la conmemoración del Centenario del fallecimiento del general Manuel Belgrano. En la obra se presenta el homenaje que le realizan los niños tucumanos al prócer al tiempo de partir gravemente enfermo de Tucumán.
Tras su muerte se constituyó la Asociación Nacional Ada María Elflein que comenzó la publicación de sus obras completas.

Para honrar su recuerdo, llevan su nombre algunas escuelas, bibliotecas y calles en: Vicente López, Beccar, General San Martín, San Carlos de Bariloche y en Morón. En la Ciudad de Buenos Aires se encuentra la Escuela de educación primaria N.º 10, que también lleva el nombre de la escritora, está ubicada en el barrio de Vélez Sársfield y en 2012 cumplió el centenario de su creación.
(Algunas de estas notas biográficas fueron extraídas del Diccionario Biográfico de Mujeres Argentinas y de Las Escritoras, 1840-1940).

## Viajes
Como viajera y reporter, Ada María Elflein recorrió entre 1913 y 1919 con grupos de "niñas maestras y señoras", a veces acompañadas y otras asesoradas por Francisco P. Moreno, desde Jujuy a Río Negro, además del litoral y el centro del país, cruzó a Chile y a Uruguay. En tiempos donde lo habitual era instalarse y vacacionar en las Sierra o en Mar del Plata, Elflein alentó otros viajes y fue una precursora del turismo aventura. Estimulaba a la mujer a recorrer el país sin esperar que sus maridos las inviten, y así escaló montañas, durmió en refugios, carpas, casas de familia y almacenes, recorrió huellas en automóvil compartido, carros, a lomo de mula y a pie. Todos los viajes los realizó acompañada por su compañera Mary Kenny, maestra sanjuanina que convivía con ella desde la muerte de su madre.
Ada María Elflein viajaba -además de guiada por su propio interés-, para estimular a otras mujeres a viajar. Dice en Camino a la Montaña: “Si alcanzamos buen éxito, podrán estimularse otros grupos que deseen llevar a cabo parecidos paseos, saludables e instructivos, por los sitios históricos o simplemente pintorescos del territorio argentino. A mi juicio, esta es una forma eficientísima de educación física y moral: la mujer extiende sus propios horizontes, adquiere conocimientos geográficos valiosos, comprende y se vincula más al alma nacional y desarrolla energías que son fuerzas vitales, latentes en todas las mujeres condenadas por ambientes de ficción o por necesidades profesionales, a vivir ovilladas durante meses o años, en las ciudades, en las aulas o en oficinas.”
En su ante último viaje, “Por los pueblos serranos”, insiste…”me guiaba en este viaje –como en los anteriores- el interés de animar a nuestras mujeres a deponer sus temores y lanzarse a viajar, no diré solas, pero de a dos o tres, o cuatro, independientes y movedizas, olvidadas de prejuicios y falsos escrúpulos, valientes, briosas y alegres.”

## Biógrafos
- José Manuel Eizaguirre
- Julieta Gómez Paz
- Enrique García Velloso
- Carmen S. de Pandolfini
- Gisberta S. de Kurth
- Justa Roque de Padilla
- María Ruth Pardo Belgrano
- Cynthia Alejandra Cordi

## Obra
- Leyendas argentinas, 1906.
- Del Pasado, 1910.
- Cuentos de la Argentina, 1911. Geschichten aus Argentinien, publicado en alemán su idioma materno.
- Tierra Santa, 1912.
- Paisajes cordilleranos, 1917.
- La Partida, 1918.
- Por Campos históricos, 1926. Publicación póstuma.
- De Tierra adentro, 1961. Publicación póstuma.

“Impresiones de viajes. Mendoza, Tucumán, Salta y Jujuy, Patagonia, San Luis y Córdoba”. 2018, Buenos Aires, Los lápices editora.